# Esuli (Joyce)
Esuli (titolo originale in inglese: Exiles) è l'unica opera teatrale dello scrittore irlandese James Joyce, scritta nel 1915 mentre viveva a Trieste. Rifiutata da W. B. Yeats per l'Abbey Theatre di Dublino e da diversi teatri americani nonostante le pressioni di Ezra Pound, la pièce ebbe la sua prima assoluta a Monaco di Baviera nel 1919. Stroncata da critica e pubblico, la rappresentazione fu un clamoroso insuccesso ed Esuli viene generalmente considerato il lavoro meno riuscito di Joyce; il giudizio negativo del dramma è stato parzialmente rivalutato grazie a messe in scena recenti di maggiore successo, a partire dal revival diretto da Harold Pinter per il Mermaid Theatre di Londra nel 1970. Lo stile e la struttura dell'opera sono chiaramente ispirati al teatro di Ibsen, di cui Joyce era un grande estimatore, mentre la trama è liberamente ispirata a I morti, il racconto conclusivo di Gente di Dublino, e ad alcuni elementi autobiografici: durante la permanenza a Trieste Joyce decise infatti di soprassedere e anzi incoraggiare il flirt tra il giornalista veneziano Roberto Prezioso e la compagna Nora Barnacle.

## Trama

### Primo atto
Richard Rowan è tornato a Dublino dopo nove anni passati in Italia, il Paese in cui era scappato in una fuga d'amore con Bertha: la relazione tra i due sarebbe stata biasimata in Irlanda, sia per la giovane età della ragazza che per la differenza sociale tra i due. Pur non essendosi mai sposati, Bertha e Richard hanno avuto un figlio, il piccolo Archie, di otto anni, e dopo la morte della madre Richard ha portato la famiglia di nuovo a Dublino. Mentre Berta e Archie sono fuori, Beatrice Justice, l'insegnante di piano del bambino, arriva a casa Rowan, da cui manca da diverse settimane. La donna infatti si è allontanata da Dublino dopo che Richard la ha dichiarato i propri sentimenti e i due parlano brevemente del passato mentre aspettano il ritorno dello studente di musica con la madre. Beatrice e Richard si conoscono da bambini e hanno continuato a scriversi lunghissime lettere durante il volontario esilio dell'uomo; tra i due c'era stato anche un breve flirt quando erano ragazzi, interrotto bruscamente e sostituito da Beatrice con una relazione con il cugino, il giornalista Robert Hand. I due vengono interrotti dall'arrivo di Bertha e Archie, che precedono di poco Robert: il giornalista è venuto per parlare con il vecchio amico Richard di un'interessante proposta di lavoro.
Mentre Beatrice va ad insegnare musica ad Archie al piano di sopra e Richard si allontana brevemente, Robert rimane solo con Bertha, a cui aveva passato un biglietto alcuni giorni prima in cui le dichiarava il suo amore. Durante il loro breve momento insieme, Bertha lascia che Robert le tocchi la mano, le baci gli occhi, le accarezzi i capelli e alla fine i due si baciano appassionatamente. Robert scrive un indirizzo alla donna, chiedendole di raggiungerlo quella sera alle otto. I due vengono interrotti dall'arrivo di Richard, che congeda la compagna per parlare con l'amico. Robert ha buone notizie: il vice-cancelliere ha invitato Richard a cena per quella sera alle otto, per offrirgli una cattedra di letteratura inglese all'università. Negli anni dell'assenza di Richard, Robert si è prodigato per salvaguardare la reputazione dell'amico, danneggiata dallo scandalo, e chiede all'uomo di non rilasciare commenti sui pettegolezzi su di lui. Quando Robert lascia casa Rowan, Bertha rivela al compagno tutto quello che è successo tra lei ed il giornalista durante la sua assenza: la notizia non sconvolge Richard, che anzi ha chiesto alla donna di assecondare Robert e di tradirlo pure se è quello che vuole. Bertha desidera che il padre di suo figlio le impedisca di andare all'appuntamento, ma Richard rifiuta sprezzante di imporre la sua autorità su di lei, lasciandola libera di fare quello che vuole al riguardo. Bertha lo accusa di volerle far commettere adulterio per portare la loro relazione a termine, dato che sa che Richard è innamorato di Beatrice.

### Secondo atto
Nel suo cottage a Ranelagh, il covo da scapoli che un tempo divideva con Richard, Robert aspetta l'arrivo di Bertha. Ma, quando apre la porta, è Richard a entrare: il vecchio amico gli rivela che Bertha l'ha informato di ogni scambio di parola e ogni contatto tra lei e il giornalista. Robert si sente tradito e ridicolizzato, ma supplica perdono e dice che l'umiliazione lo curerà da future infedeltà. Ma Richard non è arrabbiato e dice a Robert che Bertha potrà ancora andare a letto con lui se lo vorrà, dato che ha lasciato alla compagna la libertà di fare quello che vuole al riguardo. I due parlano della monogamia e Richard confessa di aver tradito Bertha ripetutamente, cosa di cui si vergogna. Ma del resto Richard non è convinto che due persone siano destinate insieme ad amarsi appassionatamente per tutta la vita e non vuole che un giorno Bertha rimpianga di non avere avuto amori e avventure al di fuori di lui. Robert e Richard decidono quindi di andare avanti con il doppio corteggiamento e vedere se Bertha andrà davvero a letto con il giornalista o se resterà fedele al padre di suo figlio. Quando Bertha bussa alla porta ed entra è stupita ma non del tutto sorpresa di trovarvi Richard, dato che sospettava che l'uomo fosse troppo geloso per lasciarla andare così avanti con la sceneggiata. Robert li lascia e i due parlano della loro relazione: Richard nega di essere geloso e, nonostante Bertha gli chieda di proibirle di fare qualcosa con il giornalista, Richard rifiuta e le ribadisce che deve fare come meglio crede. Mentre Richard si prepara ad andarsene, Bertha lo accusa di stare andando a incontrare Beatrice, un'insinuazione che manda l'uomo su tutte le furie.
Robert rientra dal giardino zuppo di pioggia e chiede a Bertha perché ha rivelato tutto su di loro al marito. Bertha sostiene che non ci sia stata malizia nella decisione e che non l'ha fatto come un esperimento o per umiliare Robert, ma solo perché Richard glielo ha chiesto. I due parlano del passato, di quando erano più giovani prima che Richard e Bertha fuggissero a Roma. Robert era già innamorato di Bertha e aveva incoraggiato Richard a fuggire da solo da Dublino per mettere alla prova i suoi sentimenti per la ragazza, così che lui avrebbe potuto approfittare della sua assenza per sedurre la ragazza. Evidentemente Richard non accolse il suggerimento e fuggì con Bertha, ma Robert non l'aveva mai dimenticata. Anche Bertha ammette di non essere stata del tutto indifferente al giornalista e rivela che Richard e lei parlavano spesso di lui durante il loro esilio. Mentre i due restano in silenzio ad ascoltare la pioggia, Bertha si alza per andarsene ma Robert la ferma e la supplica di dirgli che lo ama. Bertha resta immobile e non risponde.

### Terzo atto
La mattina successiva a casa Rowan Brigid, la cameriera, si stupisce di trovare la padrona di casa in piedi e alla finestra così presto. Bertha è chiaramente pensierosa e dopo un malinconico momento con Brigid aiuta il piccolo Archie a prepararsi per uscire: il lattaio ha infatti promesso al bambino di insegnargli a guidare il suo calesse delle consegne e sta venendo a prenderlo. Dopo che Archie è uscito, Beatrice viene in visita per mostrare a Bertha l'articolo su Richard che Robert ha fatto pubblicare sul giornale quella mattina. Beatrice spiega a Bertha che il cugino ha scritto l'articolo in ufficio fino a notte fonda e che non è tornato a casa prima delle due di notte, quando poi si è messo a preparare le valigie. L'insegnante di piano sospettava infatti che l'articolo potesse essere contro Richard invece che a suo favore, dato che ha notato una certa freddezza tra i due. Bertha invece insinua che Beatrice sia molto intima con casa Rowan, un'affermazione che secca l'insegnante, che potrebbe ancora avere sentimenti per il cugino. Richard arriva dallo studio per leggere l'articolo e Bertha manda a chiamare Robert con un biglietto da Brigid. Bertha confessa di essersi sempre sentita a disagio davanti al mondo per la sua relazione con Richard, credendo di essere per lui un ostacolo a causa della sua poca educazione e classe sociale inferiore. Decide di accantonare ogni animosità con Beatrice e le due decidono di diventare amiche prima che l'insegnante lasci la casa per evitare di incontrare il cugino. Richard accusa Bertha di aver allontanato Beatrice da lui come ha fatto con tutti i suoi amici, ma la donna nega indignata e rinfaccia al compagno di non averle neanche chiesto cosa è successo la notte prima con Robert. Quando lei si offre di dirglielo Richard rifiuta, non volendo sapere nulla e ribattendo che Bertha è libera.
Robert entra in abito da viaggio, pronto a partire per il Surrey. Parla brevemente con Bertha prima ma non è chiaro se i due abbiano dormito insieme la notte prima e la donna presto tronca la conversazione per chiamare Richard. Rimasto solo con l'amico, Robert gli dice che non è successo niente con Bertha la notte prima, che la donna se n'è andata poco dopo di lui ed è tornata a casa, anche se Richard, impegnato con la scrittura, non l'ha sentita rientrare. Robert giura di non avere toccato la donna, che ritiene di appartenere a Richard esattamente come nove anni prima. Il colloquio tra i due uomini viene interrotto dal ritorno di Archie e prima di partire Robert insinua vagamente che il bambino potrebbe essere suo. Rimasti soli, Berta e Richard cercano di trovare un senso nella vicenda, ma Richard non riesce a convincersi che non sia successo niente tra la compagna e l'amico, si confessa geloso e ammette che il suo unico desiderio è sempre stato quello di essere unito a Bertha al di là di vincoli legali e convenzioni sociali.

## Origini, stampa e debutto
Joyce scrisse Esuli nel 1915, mentre si trovava a Trieste con la moglie e non aveva ancora pubblicato Ritratto dell'artista da giovane (1916). Amante del teatro e di Ibsen, Joyce inviò una copia del manoscritto ad Ezra Pound nell'autunno del 1915, che scrisse un lungo articolo celebrativo dell'opera per la rivista specializzata Drama, in cui apparve nel febbraio 1916. In realtà, Pound aveva delle perplessità sull'opera, ritenendola troppo complicata per essere seguita facilmente dal pubblico a teatro. Nonostante le parole lusinghiere del poeta, il dramma faticò a trovare un impresario e un teatro che la mettessero in scena. I tentativi di Pound e Joyce furono respinti da teatri di Manchester, Torino, Berna, Zurigo e Dublino, dato che Yeats non lo ritenne adatto per la programmazione dell'Abbey Theatre, oltre a considerare l'opera sincere ed interessante ma non all'altezza del Ritratto dell'arista da giovane. Allo stesso modo, la London's Stage Society bocciò la richiesta di mettere in scena Esuli, che aveva comunque suscitato degli apprezzamenti da Thomas Sturge Moore e George Bernard Shaw; dopo essere stata rifiutata dalla Stage Society per la stagione del 1916, il dramma fu nuovamente bocciato l'anno successivo per la programmazione 1917-1918. Data la difficoltà nel mettere in scena l'opera, Joyce optò per la pubblicazione ed Esuli venne dato alle stampe e pubblicato contemporaneamente a Londra e New York il 25 maggio 1918 da Grant Richards e B.W. Huebsch. Stefan Zweig ricevette una copia del libro a Vienna e ne divenne immediatamente un sostenitore, tanto da scrivere immediatamente una lunga lettera congratulatoria a Joyce e battersi personalmente perché l'opera - da lui ritenuta una grande rivelazione artistica - raggiungesse le scene. Fu infatti grazie a Zweig che l'opera fu tradotta in tedesco e portata in scena dalla compagnia di Max Reinhardt a Monaco, con Hermine Körner nel ruolo di Bertha. Joyce non ottenne il visto e non poté viaggiare in Germania per la prima della sua opera, che andò in scena il 7 agosto 1919 al Münchner Kammerspiele di Monaco di Baviera, e attese a Zurigo un telegramma che lo informasse delle reazioni del pubblico. Il giudizio finale fu lapidario e l'opera venne considerata un autentico fiasco. Il testo stampato ottenne però recensioni più favorevoli e Joyce fu lodato per il modo in cui portava in scena (o, almeno, sulla pagina) l'adulterio e le ansie della vita domestica.

## Commento

### I personaggi
Joyce scrisse alcuni appunti su Esuli in un quaderno vuoto con la copertina blu, ora conservato all'Università di Buffalo. In esso, il drammaturgo ha scritto alcune pagine di appunti sui personaggi e le loro motivazioni. In particolare, Joyce si è soffermato sul personaggio di Bertha, che ha forti richiami femminili legati alla Luna e al suo ciclo: la donna ha 28 anni — come 28 giorni è il ciclo lunare ma anche il ripetersi delle mestruazioni — e Robert nella loro prima scena insieme la paragona alla luna per il colore del suo vestito. Per Bertha, tradire Richard è incomprensibile non tanto perché follemente innamorata dell'uomo, quanto più perché non ha l'energia mentale di ricominciare da zero con un altro uomo e ridiventare vergine: la sua paralisi nasce dall'incapacità di gettarsi ancora nell'oceano dell'anima di un altro ("into the ocean of another's soul"). Joyce dà anche indicazione a un'immaginaria attrice che interpreta il ruolo di Bertha, indicando che lo stato d'animo della donna quando si sente abbandonata da Robert deve essere portato in scena come uno stato catatonico o di ipnosi:
| (EN) «Her state is like that of Jesus in the garden of olives. It is the soul of woman left naked and alone that it may come to an understanding of its own nature. She […] must show even a point of resentment against the man who will not hold out a hand to save her. Through these experiences she will suffuse her own reborn temperament with the wonder of her soul at its own solitude and at her beauty, formed and dissolving itself eternally amid the clouds of morality.» | (IT) «Il suo stato è come quello di Gesù nel giardino degli ulivi. È l'anima di una donna lasciata nuda e sola che potrebbe giungere a una comprensione della sua stessa natura. […] Deve anche mostrare una punta di risentimento nei confronti dell'uomo che non tenderà una mano per salvarla. Attraverso queste esperienze soffonderà il suo neo-nato temperamento con la meraviglia della sua anima per la propria solitudine e per la sua bellezza, formata e che si dissolve eternamente in mezzo alle nuvole della sua moralità.» |
| (James Joyce) | |

### La gelosia
Joyce considera l'Otello di Shakespeare uno studio inclompleto della gelosia, dato che il punto di vista del tragediografo elisabettiano, così come quello di Baruch Spinoza, si concentra esclusivamente sugli aspetti sensoriali di questo stato d'animo. Per Richard la gelosia diventa un ostacolo al raggiungimento della libertà individuale che, non riuscendo a raggiungere, proietta su Bertha. Tuttavia, i suoi stessi desideri e le sue passioni gli impediscono il raggiungimento dell'agognata libertà e costringendo Bertha a raggiungere la libertà che lui immagina si scopre tradito dal proprio bisogno di amore ed amicizia.

### Il titolo ed il concetto di esilio
Pur trovandosi a Trieste del tutto volontariamente, Joyce era solito considerarsi in esilio lontano dall'Irlanda. Il tema dell'esilio nella pièce non è però solo geografico — Bertha e Richard erano esuli a Roma — ma è soprattutto uno stato mentale. Sempre nei suoi appunti, Joyce scrive che una nazione riscuote una penale da coloro che hanno osato lasciarla insaldata al loro ritorno, evidenziando quindi il prezzo da pagare nel tornare in patria: per Richard e Bertha sono i pregiudizi e i pettegolezzi che li aspettano a Dublino per il loro comportamento contrario alle norme sociali che prevedono il matrimonio. Ma i due protagonisti maschili sono esuli anche perché la scelta di Bertha inevitabilmente costringerà l'altro (in questo caso Robert) all'esilio, non potendo rimanere nella vita della donna che lo ha rifiutato né dell'uomo che ella ha scelto al posto suo. La condizione iniziale di esuli ricoperta da Bertha e Richard passa quindi a Robert alla fine del dramma.

### Elementi autobiografici
Steven Helming ha evidenziato che in un certo senso Esuli si contrappone a Ritratto dell'artista da giovane perché se in Stephen Dedalus Joyce riscopre ed esplora momenti della sua infanzia, adolescenza e giovinezza, nella pièce mostra un ritratto dell'artista al momento presente. In Esuli, Joyce confronta se stesso come artista mettendosi idealmente in competizione con Ibsen, ma si relaziona anche con gli eroi ibseniani per libertà sessuale ed indipendenza emotiva. Durante il periodo triestino, Joyce desiderava sperimentare un matrimonio aperto nel triangolo amoroso tra lui, Nora e l'amico Roberto Prezioso, di cui incoraggiò le advances alla moglie, per poi impedirle di consumare il tradimento. La preoccupazione di Joyce per l'adulterio pervade l'Ulisse nella figura di Leopold Bloom, ma lo stesso scrittore disse per lettera a Frank Budgen che avrebbe voluto che Nora lo tradisse per avere qualcosa di cui scrivere.
Così come Bertha e Richard (l'alter ego di Joyce nella pièce), lo scrittore e Nora Barnacle vivevano insieme in Italia senza essere sposati e, come i protagonisti di Esuli, si considerava in esilio. Oltre all'esperienza vissuta con Prezioso, il personaggio di Robert Hand è ispirato anche ad Oliver St. John Gogarty e Vincent Cosgrave, con cui condivide della caratteristiche, mentre si ipotizza che la parte di Beatrice Justice possa ispirarsi alla cugina di Joyce, Elizabeth Justice, morta nel 1912.

## Storia delle rappresentazioni

### I primi allestimenti
La prima in lingua inglese dell'opera avvenne sei anni dopo il debutto tedesco, alla Neighborhood Playhouse di New York, dove Esuli rimase in cartellone per quarantuno repliche dal 19 febbraio 1925. Le cinque recensioni del dramma furono contrastanti: due favorevoli, due contrarie e una più ambigua. La recensione del New York Times evidenziò che ci sarebbe aspettata una maggiore originalità stilistica e formale da Joyce, il cui Ulisse era ormai già stato pubblicato da tre anni. La prima londinese andò in scena il 14 febbraio 1926 al Regent Theatre per la regia W.G. Fay ed il pubblicò mostrò un maggiore apprezzamento del testo, soprattutto nei suoi primi due atti; l'ambiguità del terzo fu accolta più freddamente. Ancora una volta però le recensioni si rivelarono ostili. Nel maggio 1950 la pièce tornò sulle scene londinesi, al Q Theatre, per la regia di Esmé Percy: le recensioni furono un po' più favorevoli, anche se criticarono l'eccessivo attaccamento stilistico e formale ad Ibsen e la struttura stessa dell'opera, che rivela le vere intenzioni dei personaggi in un modo che rende difficile la loro comprensione. Quasi tre decenni dopo il debutto sulle scene, la critica teatrale aveva cominciato ad ammorbidirsi nei confronti di Esuli e l'influente critico Brooks Atkinson scrisse di aver apprezzato la pièce nonostante i suoi difetti quando il dramma tornò sulle scene newyorchesi in una produzione dell'Off Broadway al Renata Theatre: pur trovando Esuli poco drammatico lo considerò comunque "coraggioso e stimolante". Un revival londinese del 1967 passò quasi del tutto inosservato, se non per la recensione in The Times che sottolineò come il talento di Joyce fosse imbrigliato male nella camicia di forza della struttura ibseniana.

### La rivalutazione critica
Un punto di svolta nella ricezione critica di Esuli può essere rintracciato nella produzione londinese del 1970, diretta da Harold Pinter per il Mermaid Theatre; il cast includeva John Wood (Richard), Vivien Merchant (Bertha), Timothy West (Robert) e Lynn Farleigh (Beatrice). Le recensioni evidenziarono che l'opera fosse più di un esercizio ibseniano, ma che anzi il testo fosse pervaso da i dilemmi morali tipicamente joyciani. L'influente critico di The Times Benedict Nightingale lodò l'opera, considerandola un capolavoro realista superiore all'L'anitra selvatica. Il 7 ottobre 1971 la Royal Shakespeare Company ripropose la versione di Pinter di Esuli all'Aldwych Theatre del West End londinese, questa volta con T.P. McKenna nel ruolo di Robert; pur essendo virtualmente invariata, la produzione ottenne recensioni leggermente meno favorevoli, ma l'allestimento fu comunque un successo. Il Peacock Theatre di Dublino ospitò la prima irlandese dell'opera il 21 febbraio 1973 e le recensioni locali fecero notare che per quanto i critici londinesi avessero attribuito gran parte del successo recente dell'opera alla regia di Pinter, è nel testo di Joyce che risiede il valore artistico di Esuli. Recensioni favorevoli accolsero anche il ritorno del dramma sulle scene newyorchesi nel 1977, in un revival diretto da Rob Thirkield per il Circle Repertory Theatre. Un'altra produzione di successo è stata diretta da James Macdonald per il Royal National Theatre di Londra nel 2006, con un cast che comprendeva Adrian Dunbar, Dervla Kirwan e Peter McDonald; le recensioni sottolinearono che, pur non essendo un capolavoro, Esuli è stato ingiustamente ignorato dalla critica.
Marco Sciaccaluga tradusse e diresse la prima italiana di Esuli, andata in scena al Teatro Ariosto di Reggio Emilia dal 13 novembre 1986, con un cast che annoverava Aroldo Tieri, Giuliana Lojodice e Mino Bellei. La produzione fu ricevuta positivamente dalla critica e Maria Grazie Gregori dell'Unità definiì Esuli "un testo bellissimo, ambiguo e inquietante dove l'oggettività della situazione, dell'intreccio, si squarcia all'improvviso su interrogativi destinati a rimanere senza risposta". Scaccaluga curò anche una nuova produzione del dramma per la Sala Duse del Teatro Stabile di Genova nel novembre del 2010, con un cast che annoverava Antonio Zavatteri, Lisa Galantini, Aldo Ottobrino, Barbara Moselli, Federica Granata e Giacomo Costella; il revival è stato accolto positivamente dalle principali testate nazionali.

### L'opera
In italiano
- James Joyce, Exiles, traduzione di Paolo Quircio, Edizioni Mediterranee, Roma, 1985, ISBN 978-88-7692-602-0.
- James Joyce, Esuli, Genova, Il Nuovo Melangolo, 2010, ISBN 88-7018-758-6.
- James Joyce, Esuli, Asce, Editori Internazionali Riuniti, 2012, ISBN 88-359-9098-X.

In inglese
- James Joyce, Exiles, St. Albans, Granada Publishing Company, 1979, ISBN 0-586-04806-5.
- James Joyce, Poems and Exiles, Londra, Penguin, 1992, ISBN 978-0-14-018555-3.
- James Joyce, Exiles, Calhoun, Grizzell Press, 2012, ISBN 978-1-4474-6928-5.

### Apparato critico
- Hugh Kenner, Joyce's "Exiles", in The Hudson Review, vol. 5, n. 3, 1952,  pp. 289-403.
- Mary T. Reynolds, Dante in Joyce's "Exiles", in James Joyce Quarterly, vol. 18, n. 1, 1980,  pp. 34-44.
- D.J.F. Aitken, Dramatic Archetypes in Joyce's "Exiles", in Modern Fiction Studies, vol. 4, n. 1, 1958,  pp. 42-52.
- Celeste Loughman, Bertha, Victress, in Joyce's "Exiles", in James Joyce Quartetly, vol. 19, n. 1, 1981,  pp. 69-72.
- John MacNicholas, The Stage History of "Exiles", in James Joyce Quarterly, vol. 19, n. 1, 1981,  pp. 9-26.
- Steven Helmling, Joyce: Autobiography, History, Narrative Author(s), in The Kenyon Review, vol. 10, n. 2, 1988,  pp. 91-109.
- Jonathan Goodwin, Exiles in the Grey Area, in James Joyce Quarterly, vol. 51, 2014,  pp. 297-316.